# Androcharta compta
Androcharta compta là một loài bướm đêm thuộc phân họ Arctiinae, họ Erebidae.